# 日本ショッピングセンター協会
一般社団法人日本ショッピングセンター協会（いっぱんしゃだんほうじん にほんショッピングセンターきょうかい、Japan Council of Shopping Centers）は、日本のショッピングセンター業界を包括する一般社団法人（経済産業省所管の旧社団法人）である。

## 概要
1973年、日本のショッピングセンターの発展と地域への貢献を目的に設立された。全国に7つの支部を設置、11の専門委員会を設け、会員数は1000を超える。
7代目会長は清野智が務め、役員にはイオンモール会長村上教行ら日本の主なデベロッパー、流通・小売大手の経営陣80名余りが名を連ねる。顧問には、野口智雄（早稲田大学教授）、大甕聡（学識経験者）らが就く。

## 主な活動
会員企業人を対象に、国内外を問わず最先端をゆくショッピングセンターへの視察研修ツアー、シンポジウム・ビジネスフェアの開催、人材育成セミナーや『SC接客ロールプレイングコンテスト』を実施する。 また、ショッピングセンターを取り巻く環境変化についての情報収集と分析、経営課題の克服などの情報発信を目的に、日本で唯一の業界誌『SC JAPAN TODAY』（正式名称：ショッピングセンター・ジャパン・トゥデイ）を発行する。
毎年開催される『日本ショッピングセンター全国大会』（ビジネスフェア）は、同協会による象徴的な催し。また、『日本SC（ショッピングセンター）大賞』および、『地域貢献大賞』を創設し、二年おきに授賞を行うなど、まちづくりや社会貢献にも積極的に取組む。